# Козница (рид)
Вижте пояснителната страница за други значения на Козница.
Козница е напречен планински праг в Средногорско-Подбалканската област в Софийска област и Област Пловдив, между Златишко-Пирдопската котловина и Карловската котловина. Най-високият от всички планински прагове между Задбалканските котловини.
Планинският праг Козница се издига между Златишко-Пирдопската котловина на запад и Карловската котловина на изток, като свързва Златишко-Тетевенска планина на Стара планина със Същинска Средна гора. Простира се от север на юг на около 7 – 8 км, а ширината му е 4 – 5 км. Най-малката му надморска височина е 1092 м и е най-високият от всички планински прагове между Задбалканските котловини. Ридът е вододел между левите притоци на Марица реките Тополница и Стряма.
Ридът е образуван през неоген-кватернера и е изграден предимно от гранити и гранитогнайси. Западните му склонове, обърнати към Златишко-Пирдопската котловина са по-стръмни. Билото му е заравнено и е заето от пасища. Преобладават кафявите горски почви. Голяма част от рида е изкуствено залесена с иглолистни насаждения.
По източния му склон е разположен град Клисура.
На протежение от 11,7 км ридът се пресича от първокласен път № 6 от Държавната пътна мрежа ГКПП „Гюешево“ – София – Карлово – Бургас.
Под рида, между гарите Копривщица и Стряма е прокопан най-дългият тунел в България „Козница“ (5901 m), през който минава част от трасето на Подбалканската жп линията София – Карлово – Бургас.

## По време наРуско-турската оавободителна война
Настъпателните операции на армията на генерал Гурко в края на 1877 г. са представяни в докладите на генерал Виктор Дандевил и полковник Дмитрий Комаровски. Военните отряди на двамата руски офицери имат за задача техните Етрополски формирования да се обединят с Троянския отряд на ген. Кацаров след преодоляването на турската съпротива при рида Козница.
След зимно преминаване на Златишкият проход, техните войски, обединени с отрядите на ген. Николай Брок на 21 декември 1877 г. освобождават с. Лъжене. Аскера отстъпва до Козница в прохода в неголемия си лагер, въоръжен с артилерия. Особени усилия се полагат за да се прекрати настъплението на руснаците към Клисура. Поради опасения, че с настъпление към Карлово останалите турски войски в Копривщица могат да се върнат в гр. Златица на 29 декември е дадена заповед за атака на рида. Притиснатите от изток от войските на ген. Кацаров и от запад от колоните на полковник Комаровски турските табори вече са избягали към Копривщица за да се присъединят към други техни части в гр. Стрелча.

## Други
На Козница е наречена улица в квартал „Подуяне“ в София (Карта).

## Топографска карта
- Лист от карта K-35-37. Мащаб: 1 : 100 000.
- Лист от карта K-35-49. Мащаб: 1 : 100 000.